# Matayba verapazensis
Matayba verapazensis là một loài thực vật có hoa trong họ Bồ hòn. Loài này được (Lundell) Lundell mô tả khoa học đầu tiên năm 1976.